# 루나 계획

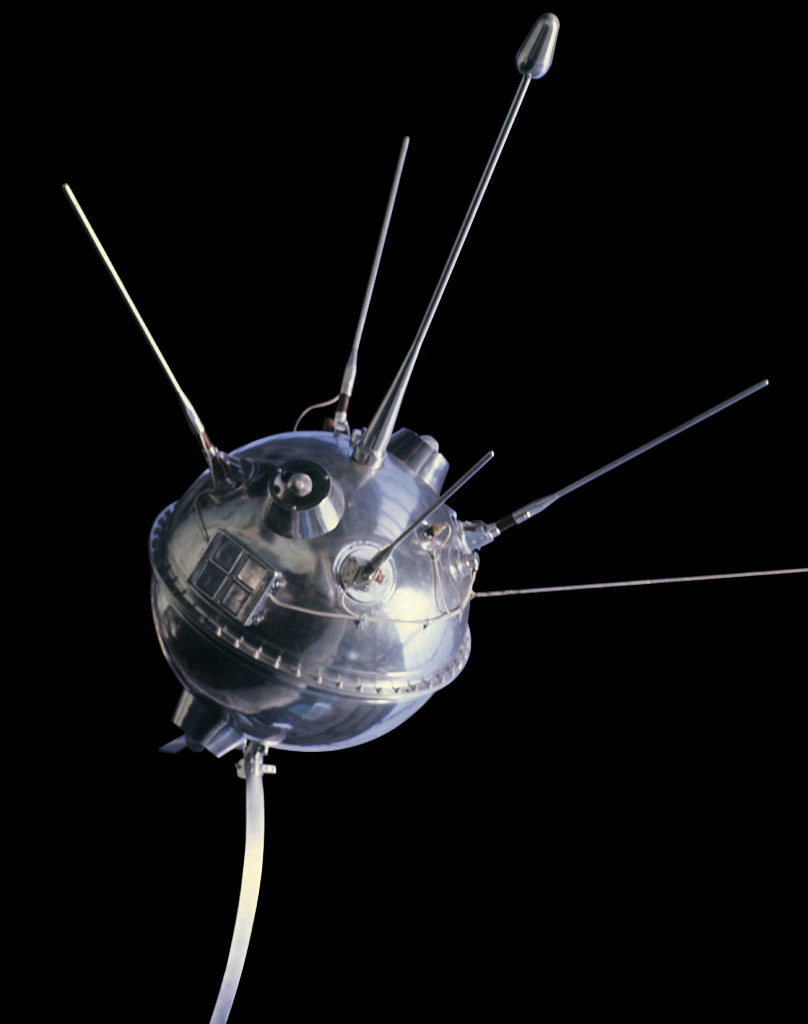
루나 1호

루나 계획(러시아어: Программа Луна)은 1959년부터 1976년까지 진행된 소련의 무인 달 탐사 계획이다. 루나 1호부터 루나 24호까지 공식적으로 루나 계획으로 명명된 총 24회의 발사시도가 있었으며 그 중 15개는 성공했다. 각각 궤도선 또는 착륙선으로 설계되어 우주에서 많은 첫번째 임무를 수행했다.

## 주요 성과
루나 1호(1959년 1월)는 달과의 충돌 계획에 실패하고 처음으로 태양 주위를 공전하는 우주선이 되었다.
루나 2호(1959년 9월)는 달 착륙에 실패하고 충돌하였지만, 처음으로 달에 도달한 인공 우주선이 되었다.
루나 3호(1959년 10월)는 달 주위를 돌아 처음으로 지구에서 보이지 않는 달의 뒷면 사진을 보내왔다.
루나 9호(1966년 2월)는 처음으로 다른 천체에 연착륙한 우주선이다. 다섯 장의 흑백 사진을 전송했는데, 달 표면을 자세히 찍은 첫 사진이다.
루나 10호(1966년 3월)는 달 주위를 도는 첫 인공위성이 되었다.
루나 17호(1970년 11월)와 루나 21호(1973년 1월)는 루노호트 탐사차를 달에 운반해서 달 표면을 탐사했다.
루나 16호(1970년 9월)와 루나 20호(1972년 2월), 루나 24호(1976년 8월)는 달의 토양 표본을 모아 지구로 귀환했다. 지구로 가져온 월석은 총 0.326 kg이다.

## 같이 보기
- 루나 글로브
- 소련 우주 프로그램
- 서베이어 계획
- 파이어니어 계획